# Crosslé Car Company
Crosslé Car Company Ltd. is een raceautofabrikant uit Holywood, Noord-Ierland. Het bedrijf werd opgericht in 1957 door John en Rosemary Crosslé.
Het bedrijf werd bekend door het maken van race auto's voor de Amerikaanse Formule Ford. Het heeft ook auto's gemaakt voor andere race formules zoals de Formule 5000, Formule 2 en de Formule Junior. Het bedrijf maakt ook auto's voor toerwagen klasses. 
Vroeger maakte het bedrijf auto's voor de Formule 1 onder ander voor Nigel Mansell, John Watson en Eddie Irvine. Ook Eddie Jordan begon zijn carrière in een Crosslé. 